# Europa Point FC
Europa Point FC  is een professionele Gibraltarese voetbal- en sportclub, opgericht in 2014. Het eerste team speelt in de Gibraltar National League. Net als elke club op het schiereiland speelt ook Europa Point FC in het Victoria Stadium.
Bruno’s Magpies · 
College 1975 · 
Europa FC · 
Europa Point · 
Glacis United · 
St Joseph's FC · 
Lincoln Red Imps · 
Lions Gibraltar · 
Lynx FC · 
Manchester 62 · 
Mons Calpe